# La Cochère
La Cochère és un municipi francès situat al departament de l'Orne i a la regió de Normandia. L'any 2007 tenia 153 habitants.

## Demografia

### Població
El 2007 la població de fet de La Cochère era de 153 persones. Hi havia 64 famílies de les quals 16 eren unipersonals (12 homes vivint sols i 4 dones vivint soles), 12 parelles sense fills, 20 parelles amb fills i 16 famílies monoparentals amb fills.
La població ha evolucionat segons el següent gràfic:
Habitants censats

### Habitatges
El 2007 hi havia 81 habitatges, 67 eren l'habitatge principal de la família, 10 eren segones residències i 4 estaven desocupats. 77 eren cases i 4 eren apartaments. Dels 67 habitatges principals, 47 estaven ocupats pels seus propietaris, 17 estaven llogats i ocupats pels llogaters i 4 estaven cedits a títol gratuït; 1 tenia una cambra, 15 en tenien dues, 10 en tenien tres, 13 en tenien quatre i 29 en tenien cinc o més. 51 habitatges disposaven pel capbaix d'una plaça de pàrquing. A 40 habitatges hi havia un automòbil i a 24 n'hi havia dos o més.

### Piràmide de població
La piràmide de població per edats i sexe el 2009 era:
| Homes | Edats   | Dones |
| ----- | ------- | ----- |
| 0     | 95 o +  | 0     |
| 0     | 90 a 94 | 0     |
| 0     | 85 a 89 | 0     |
| 4     | 80 a 84 | 0     |
| 0     | 75 a 79 | 4     |
| 0     | 70 a 74 | 4     |
| 4     | 65 a 69 | 4     |
| 4     | 60 a 64 | 0     |
| 8     | 55 a 59 | 8     |
| 8     | 50 a 54 | 8     |
| 8     | 45 a 49 | 4     |
| 0     | 40 a 44 | 8     |
| 4     | 35 a 39 | 8     |
| 4     | 30 a 34 | 0     |
| 12    | 25 a 29 | 8     |
| 0     | 20 a 24 | 8     |
| 0     | 15 a 19 | 0     |
| 0     | 10 a 14 | 16    |
| 0     | 5 a 9   | 4     |
| 8     | 0 a 4   | 0     |

## Economia
El 2007 la població en edat de treballar era de 109 persones, 83 eren actives i 26 eren inactives. De les 83 persones actives 69 estaven ocupades (38 homes i 31 dones) i 14 estaven aturades (7 homes i 7 dones). De les 26 persones inactives 7 estaven jubilades, 9 estaven estudiant i 10 estaven classificades com a «altres inactius».

### Ingressos
El 2009 a La Cochère hi havia 66 unitats fiscals que integraven 163 persones, la mediana anual d'ingressos fiscals per persona era de 17.611 €.

### Activitats econòmiques
Dels 10 establiments que hi havia el 2007, 1 era d'una empresa de fabricació d'altres productes industrials, 1 d'una empresa de construcció, 1 d'una empresa de comerç i reparació d'automòbils, 3 d'empreses de serveis, 1 d'una entitat de l'administració pública i 3 d'empreses classificades com a «altres activitats de serveis».
L'únic servei als particulars que hi havia el 2009 era un veterinari.
L'any 2000 a La Cochère hi havia 13 explotacions agrícoles que ocupaven un total de 693 hectàrees.

## Poblacions més properes
El següent diagrama mostra les poblacions més properes.